# Giuseppe de Spuches
Giuseppe de Spuches (Palermo, 9 luglio 1819 – Palermo, 13 novembre 1884) è stato un poeta, traduttore e politico italiano.

## Biografia
Giuseppe de Spucches e Ruffo era principe di Galati e duca di Caccamo, Gentiluomo di Camera. fu Pretore di Palermo nel 1856-60; Era altresì cavaliere gerosolimitano, Commendatore dell'Ordine dei Santi Maurizio e Lazzaro, Governatore della Compagnia della Pace (1847-1869), distinto letterato, poeta e sommo grecista.
Nipote di Giuseppe De Spucches. Nasce da Antonino, principe di Galati e duca di Caccamo, che fu Gentiluomo di Camera, Gran Croce dell'Ordine Costantiniano, cavaliere dell'Ordine di Malta, Presidente della Deputazione della Salute Pubblica e Governatore della Nobile Compagnia della Pace in Palermo nell'anno 1848.
Egli sposò in prime nozze, il 29 aprile 1847, a Palermo, la poetessa Giuseppina Turrisi Colonna, che morì undici mesi dopo le nozze.
Nel 1855, sposò in seconde nozze, Ignazia Franco, baronessa di Oronte, da cui nacquero quattro figli .
Fu deputato alla Camera del Regno durante la X Legislatura del Regno d'Italia (1867-1870). 
Un ramo di questa famiglia è tuttora presente a Palermo.